# Olle Seijbold
Olle Seijbold, född 26 januari 1926 i Vasastan,Stockholm, död 10 juni 1995 begraven i Trosa Stadskyrka, var en svensk fotograf, i synnerhet verksam inom pressfoto. Han var även skicklig inom sportfotografi. Han blev den första att vinna Årets bild i huvudkategorin två gånger, och var en profilerad journalist på Dagens Nyheter.

## Biografi
Olle Seijbold föddes 1926 i Stockholm. Han arbetade en kortare tid vid Text & Bilder och Svenska Dagbladet, innan han 1947 började arbeta vid Dagens Nyheter. Han verkade under stora delar av sitt yrkesliv – totalt 44 år – vid tidningen. Vid sin död efterlämnade han 110 pärmar med ungefär en halv miljon negativ i Dagens Nyheters bildarkiv. Under mitten av 1970-talet var han chef för tidningens bildredaktion (bildredaktör). Rolf Broberg konstaterade i minnesordet över Seijbold i Dagens Nyheter att "hans namn var ju så känt, särskilt bland äldre läsare, och när de fick se mannen bakom de många träffsäkra, inte sällan poetiska bilderna, blev de alldeles till sig". Han blev profilerad som DN-journalist, och sades ofta under sin tid som verksam vara en av tidningens stora fotografer.
Olle Seijbold vann Årets bild i huvudkategorin Årets bild 1953. 1969 vann Seijbold Årets bild i hela tre kategorier: Årets bild, allmänna reportageklassen och klassen för reportagekollektion. Därmed blev han även den första personen att vinna två "Årets bild" i huvudkategorin. Den vinnande bilden i huvudkategorin 1969 var ett fotografi över skiftet från Tage Erlander till Olof Palme i november 1969, som också blev Seijbolds mest berömda bild. Han uppmärksammades även för fotografier av Baltutlämningen och andra händelser i samband med andra världskrigets slut och Sveriges relation till Sovjetunionen.
Seijbold pensionerades 1991. Han var gift med Viola Seijbold (1926-2001), och hade två barn, Gunnar Seijbold (1955-2020) som också var fotograf. samt dottern Marie-Anne Seijbold 1957-. 